# ヘレン・ハイド

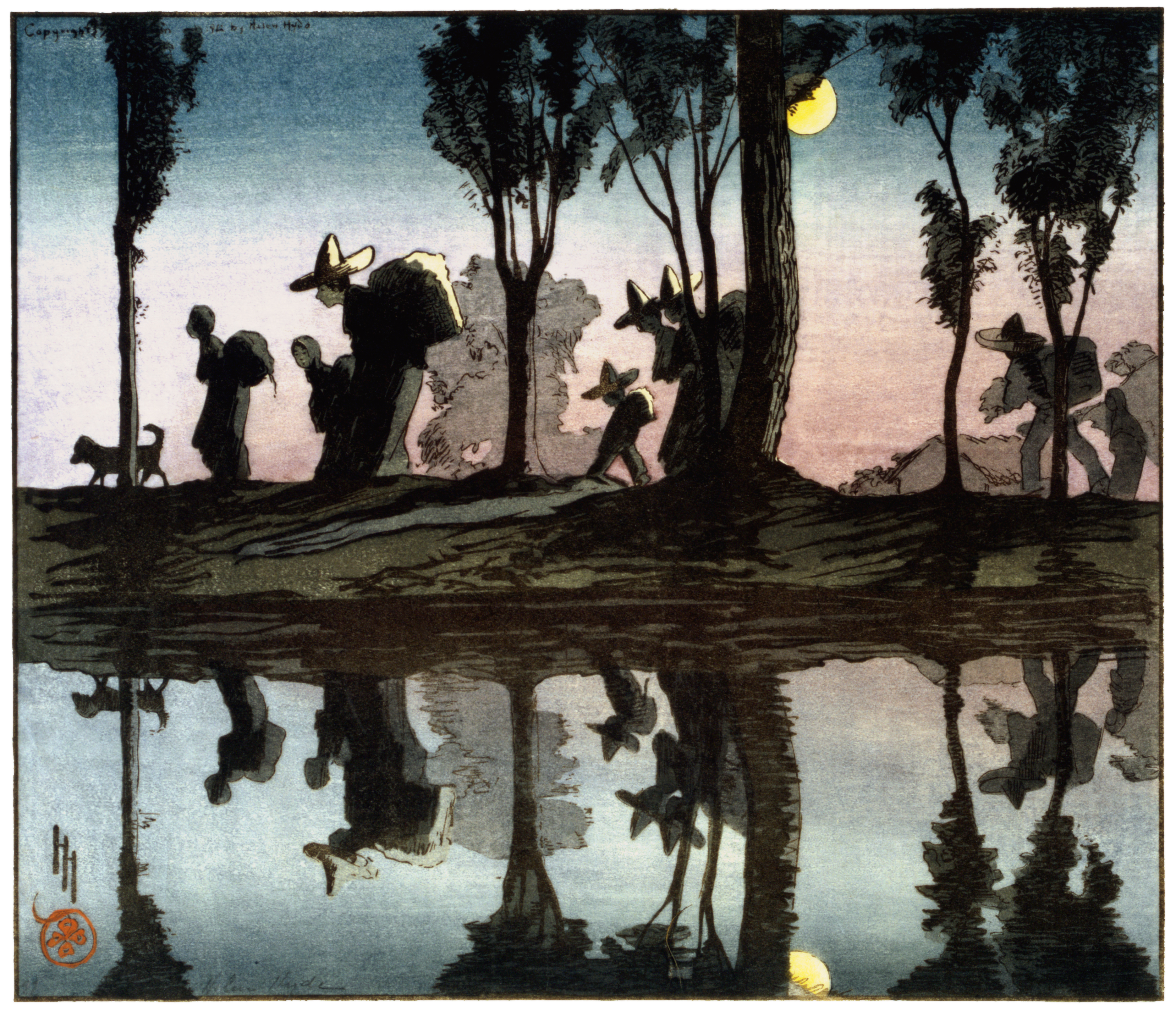
'ヴィーガ運河の月光' - ハイドによる木版画（1912年）

ヘレン・ハイド（Helen Hyde、1868年4月6日-1919年5月13日）は、アメリカ合衆国の女性版画家。日本を題材にした浮世絵風の版画で好評を得た。

## 来歴
1868年、アメリカのニューヨーク州に生まれる。後に二人の妹が生まれたことで、三人姉妹の長女となる。父親の勧めにより、12歳より絵画を学んでいる。
1882年、父親の突然の死後は、富裕な伯母のもと、豊かな環境で育った。サンフランシスコとニューヨークの美術学校で美術を学んだ後、1890年にはヨーロッパへ渡った。パリでラファエル・コランやフェリックス・レガメーに師事し、ジャポニズムの洗礼を受ける。また、同じアメリカの画家メアリー・カサットの版画に接し強い影響を受けている。1894年に帰国後、銅版画家のジョセフィン・ハイドからエッチングの基礎を学んだ。さらにアーネスト・フェノロサの強い影響を受けて木版画を始める。
ハイドは1899年9月に来日、翌1900年4月に来日してきたエミール・オルリックについて木版の技術を学び、バーナード・リーチからはエッチングの指導も受けており、さらに、狩野友信に日本画をも学んでいる。そして、日本に滞在しているとき、浮世絵に興味を持った。同1900年、版元の小林文七より、木版画「日本の聖母（マドンナ）」を版行し、これ以降、日本の風俗をテーマにした多くの木版画を制作している。
1901年には、第10回日本絵画協会展に「愛児」を出品、受賞している。しかし、小林文七が摺りの終った版木を廃棄処分にしたことを不快に感じたハイドは、1908年には専属の彫師松本（生没年不詳）、摺師村田（生没年不詳）を雇って、ハイドが監修をしながら赤坂のアトリエで創作を行った。また、1909年には、ハイドの木版画「かたこと」がシアトルで開催された『アラスカ-ユーコン-パシフィック』展において金賞を受賞した。
ハイドの木版画は、当時の日本風俗を西欧人の女性による視点から描いたもので、母と子や愛らしい子供を主題にした作品で大変好評を博した。1914年に最終的に帰国するまで10年以上、日本に滞在しており、その間にインド、中国、メキシコにも旅行している。ハイドの作品はパリのサロンにも入選するなど国際的に高い評価を受けている。51歳没。

## 作品
- 「冬」　木版画　1901年
- 「母と子」　木版画　1901年
- 「田圃から」　木版画　1901年
- 「かけくらべ」　木版画　1903年
- 「鏡」　木版画　1904年
- 「竹垣」　木版画　1904年
- 「入浴」　木版画　1905年
- 「春雨」　木版画　1905年
- 「お化け灯籠」　木版画　1906年
- 「蛍」　木版画　1906年
- 「雨の夜」　木版画　1906年
- 「家路」　木版画　1907年
- 「かたこと」　木版画　1908年
- 「ないしょ話」　木版画　1909年
- 「新しい箒」　木版画　1910年
- 「お祭りへ」　木版画　1910年
- 「四月の夕」　木版画　1910年
- 「六月のある日」 木版画　1910年
- 「東京の元日」 木版画　1914年
- 「亀戸天神の太鼓橋」　木版画　1914年
- 「東京の桜の季節」　木版画　1914年
- 「八月」　木版画　1914年

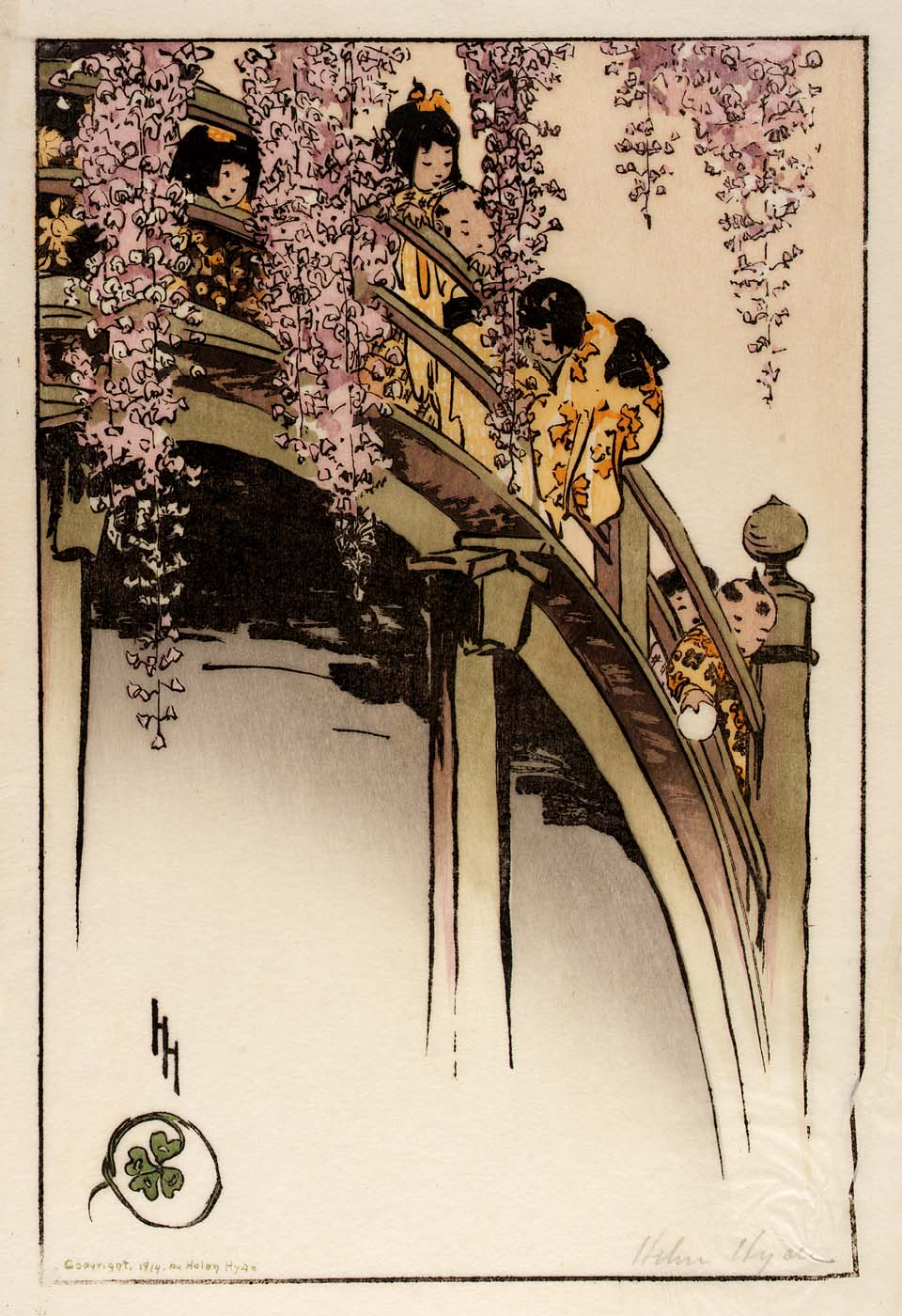
「亀戸天神の太鼓橋」

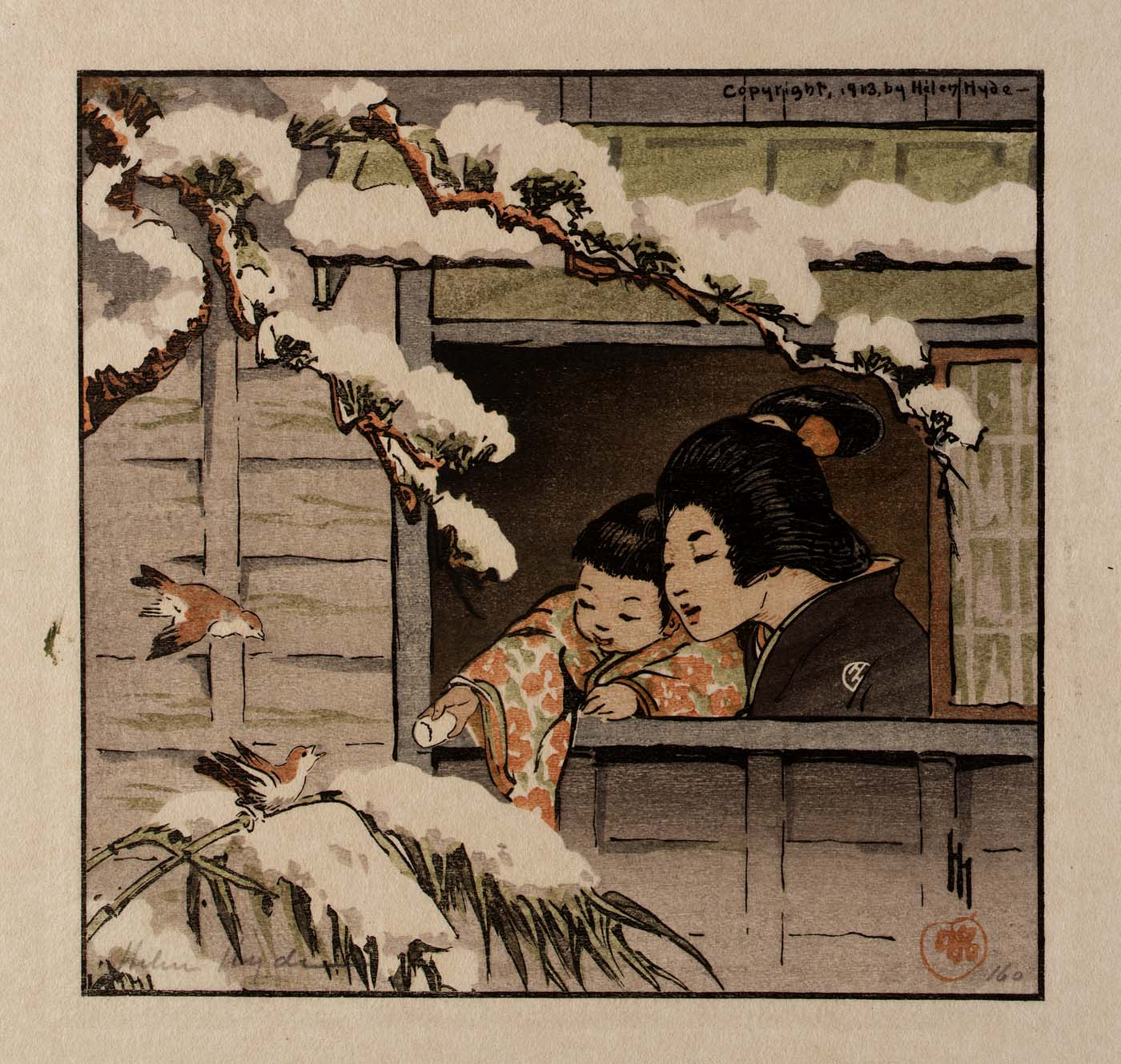
「お隣さん」

- 「家族の雨傘」 木版画　1915年　以上、千葉市美術館所蔵
- 「福寿草」 木版画　1907年
- 「達磨飾り」 木版画　1910年
- 「お隣さん」 木版画　1913年
- 「歳寒三友 （松竹梅）」 木版画　1913年
- 「小さな紅梅」 木版画　1913年
- 「東京の元旦」 木版画　1914年　以上、横浜美術館所蔵